# Eendentest

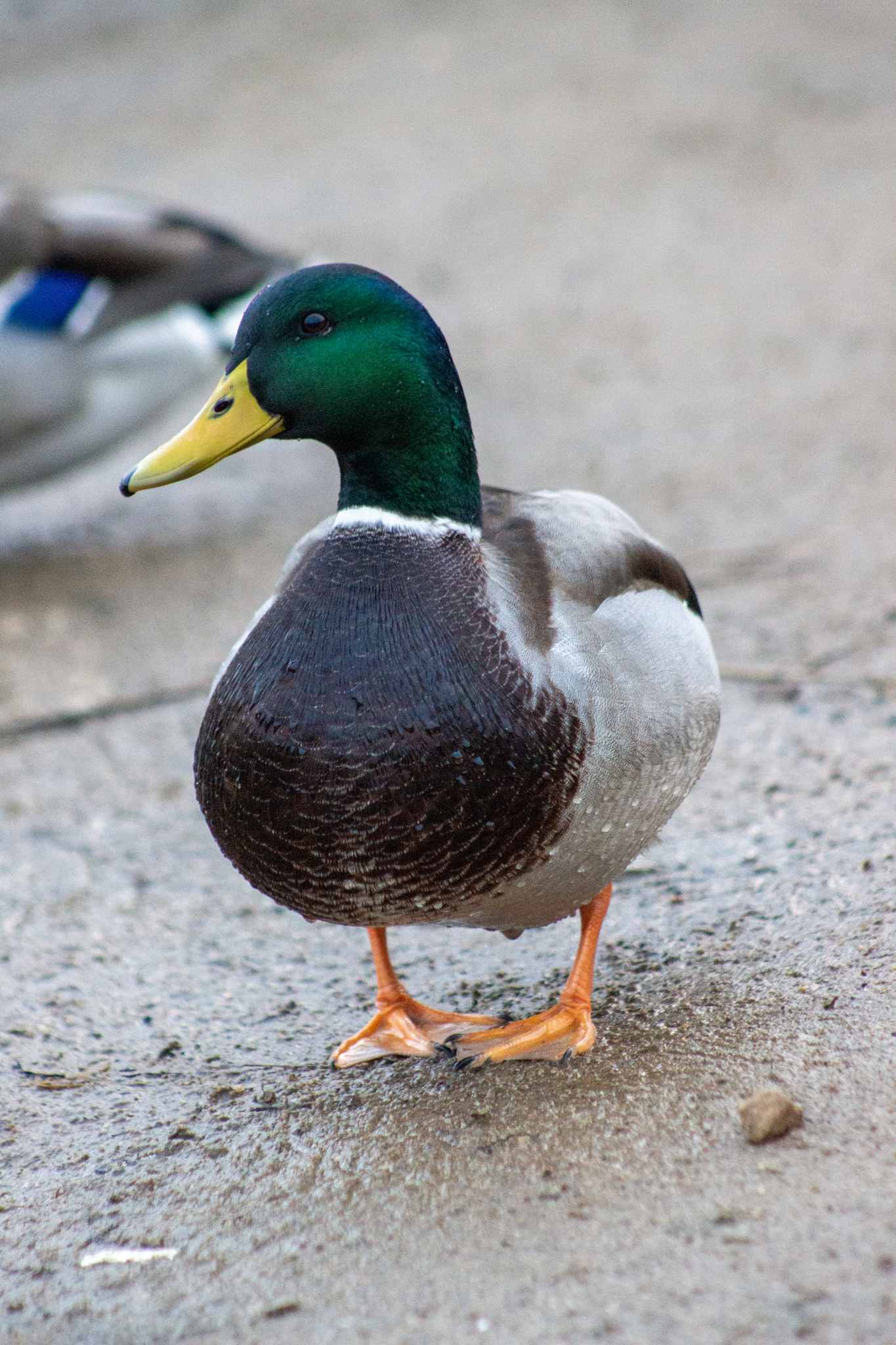
Naar alle waarschijnlijkheid een eend

De eendentest (uit het Engels, duck test) is een gedachtegang en retorisch middel in de vorm van een inductieve redenering. De redeneerwijze is als volgt te omschrijven:
"Als iets eruitziet als een eend, zwemt als een eend en kwaakt als een eend, dan is het waarschijnlijk een eend."
Deze 'test' benoemt een categorie, in dit geval de categorie 'eenden' en maakt dan aannemelijk dat een bepaald fenomeen tot die categorie behoort.
De 'test' onderzoekt of bewijst niets, maar wijst op overeenkomsten. Vaak wordt de woordherhaling als stijlfiguur gebruikt om overeenkomstige kenmerken te benadrukken. Deze retorische kunstgreep wordt ingezet om de toehoorder of lezer te verleiden tot het onderschrijven van de overeenkomsten, zonder nader onderzoek naar eventuele verschillen.

## Oorsprong
De term ducktest kreeg bekendheid in de jaren 1950, tijdens de Koude Oorlog. Richard Patterson, de toenmalige Amerikaanse ambassadeur in Guatemala, bestempelde het bewind van de Guatemalteekse president Jacobo Arbenz Guzmán als communistisch en verdedigde zijn duiding als volgt:

Suppose you see a bird walking around in a farm yard. This bird has no label that says 'duck'. But the bird certainly looks like a duck. Also, he goes to the pond and you notice that he swims like a duck. Then he opens his beak and quacks like a duck. Well, by this time you have probably reached the conclusion that the bird is a duck, whether he's wearing a label or not.
—  Richard Patterson